# Arroyo Corrales (Lavalleja)
El arroyo Corrales es un curso de agua uruguayo, todo su recorrido forma parte del límite entre los departamentos de Treinta y Tres y de Lavalleja .
Nace en la cuchilla Grande en el centro-este del país, desemboca en el río Cebollatí tras recorrer alrededor de 70 km.
- Datos: Q703144